# Заглавный герой
Загла́вный геро́й (также заглавный персонаж, реже — заглавный образ) — герой (персонаж, образ) в художественном произведении (литературном произведении, театральной постановке, кинофильме и так далее), именем которого названо это произведение. Исполнение роли заглавного героя называют заглавной ролью. Не следует путать главного и заглавного героев. Главный герой может быть заглавным, а может им и не быть. И наоборот, заглавный герой может вовсе не являться главным героем. Данная ошибка употребления встречается довольно часто и связана с паронимией пары слов «главный — заглавный».
Заглавный герой произведения отличается от всех других героев тем, что он находится в центре всего повествования, в центре событий произведения, даже если не принимает в них непосредственного участия. Иными словами, всё повествование ведётся ради него. Так, собака Муму является заглавной героиней рассказа Ивана Тургенева «Муму», хотя, очевидно, не является главной героиней рассказа. С другой стороны, Родион Раскольников хотя и является главным героем романа «Преступление и наказание» Фёдора Достоевского, однако не является его заглавным героем, так как его имя не вынесено в заглавие романа.
Однако заглавный герой часто всё же является одним из главных героев художественного произведения, например, Дон Кихот в одноимённом романе Мигеля де Сервантеса, Евгений Онегин в романе Александра Пушкина «Евгений Онегин» и Илья Обломов в романе «Обломов» Ивана Гончарова. Примерами заглавных героев в телевизионных сериалах и кинофильмах могут служить инопланетное мохнатое существо по имени Альф из одноимённого ситкома, вампир Ангел из телесериала «Ангел» и Бэтмен в серии фильмов о нём. Заглавный герой может и не обладать именем, например как в рассказе Ивана Бунина «Господин из Сан-Франциско».
Если в заглавии художественного произведения не присутствует никакого персонажа, то произведение не имеет заглавного героя. Так, в пьесе Антона Чехова «Вишнёвый сад» нет никакой заглавной роли. Заглавных героев в произведении может быть и несколько — так, в пьесе Шекспира «Ромео и Джульетта» их двое.